# Rudgea longiflora
Rudgea longiflora är en måreväxtart som beskrevs av George Bentham. Rudgea longiflora ingår i släktet Rudgea och familjen måreväxter. Inga underarter finns listade i Catalogue of Life.